# プランタ・ソラール20
プランタ・ソラール20（スペイン語、Planta Solar 20）とは、スペイン・アンダルシア州セビリア県サンルーカル・ラ・マヨルにある太陽熱発電所。定格出力は20 MWである。なお、スペイン語でPlantaは「工場設備」を意味し、Solarは「太陽の」を意味し、略称でPS20と呼ばれることもある。また、英語圏では「PS20 solar power plant」すなわち「PS20太陽熱発電所」といった呼ばれ方もしている。

## 概要

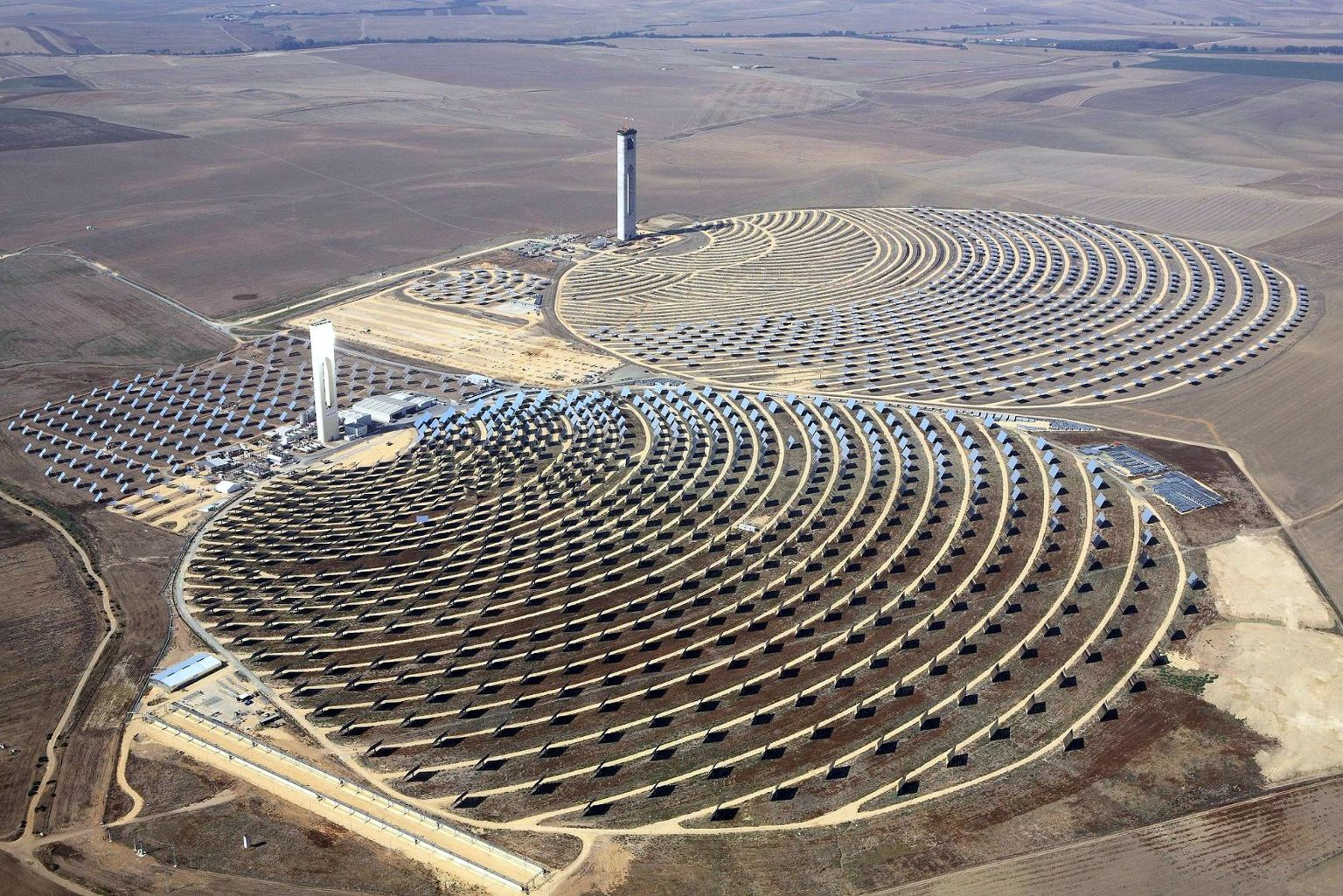
2つのsolar power towerが写っている。これらのうち奥に見えるのがプランタ・ソラール20の物である。参考までに、手前側に見えるのはプランタ・ソラール10の物である。

プランタ・ソラール20は2006年に建設が開始され、2009年に運転が開始された。プランタ・ソラール20ではヘリオスタットと呼ばれる巨大な可動鏡を多数用いて

、solar power towerに太陽光を集中させ、それを熱源として発電を行っている。このため、プランタ・ソラール20で発電を行っても、発電時には二酸化炭素が発生しない。出力は20 MW、年間電力量は48,000 (MWh/年)である

。
なお、プランタ・ソラール20はプランタ・ソラール10の改良型に当たり、基本的な発電の仕方は同様である

。
2014年にアメリカ合衆国西端部のカリフォルニア州で、アイバンパー太陽熱発電所が稼動を始めるまで、タワー式の太陽熱発電所としては、このプランタ・ソラール20が世界で最高の出力を誇っていた。

## 地理・気象条件
プランタ・ソラール20は、スペイン南西部セビーリャ県の中心都市で、アンダルシア州の州都でもあるセビーリャの町から西に約20 kmの場所に立地している。この辺りは比較的乾燥した地域で、特に夏は乾燥しており、降雨は冬に集中する地域である。プランタ・ソラール20では、少なくとも1日当たり9時間の日照が年間320日ほど得られ、さらに、夏至の頃に至っては1日当たり15時間の日照が得られる。

## 設備
プランタ・ソラール20の敷地内に設置されている1255個のheliostatは、全てAbengoa Solar社製である。それぞれのheliostatの反射面は12 m2の大きさであり、ここで受けた太陽光を、高さ165 mのsolar power towerの頭頂部にある太陽熱を受け取る場所に向けて反射している。この熱を、蒸気を発生させるために用いて、それを発電用タービンに送り込むことによって電力を発生させている

。
すなわち、汽力発電を行っているのである。これによってプランタ・ソラール20で1年間に産み出される電力量は、48 (GWh/年)に達する

。

## 歴史
プランタ・ソラール20は2006年に建設が開始された。ところで、太陽熱発電所であるプランタ・ソラール10は、2004年に建設が開始されて、2007年3月30日に商業運転が開始されたのだが

、プランタ・ソラール20では、プランタ・ソラール10で用いられた重要な技術のうちの幾つかに改良が加えられている。つまり、プランタ・ソラール20は、プランタ・ソラール10が商業運転される前に建設が開始されたのにもかかわらず、改良型のプランタ・ソラール10として、プランタ・ソラール10建設開始の約2年後に建設が開始されたのである。プランタ・ソラール10と比べると、より高効率に太陽光による熱を受け取れるようにした他にも、発電所の制御システムの改良や、より太陽熱の貯蔵を行いやすくする改良が加えられた。そして、プランタ・ソラール20は2009年に運転が開始された。
なお、プランタ・ソラール20の建設完了後も数年間にわたって、プランタ・ソラール20の敷地内には太陽熱発電所の部品類が残されたままであった。これは、プランタ・ソラール20を所有するAbengoa Solar社が「Solar Platform」建設の一環として、付近に、さらに別の太陽熱発電所であるソルノバ太陽熱発電所を建設中であったためである

。